# Силуэт (остров)
Силуэт (фр. Silhouette) — один из островов Сейшельского архипелага. Расположен в Индийском океане, принадлежит государству Сейшельские Острова.

## География

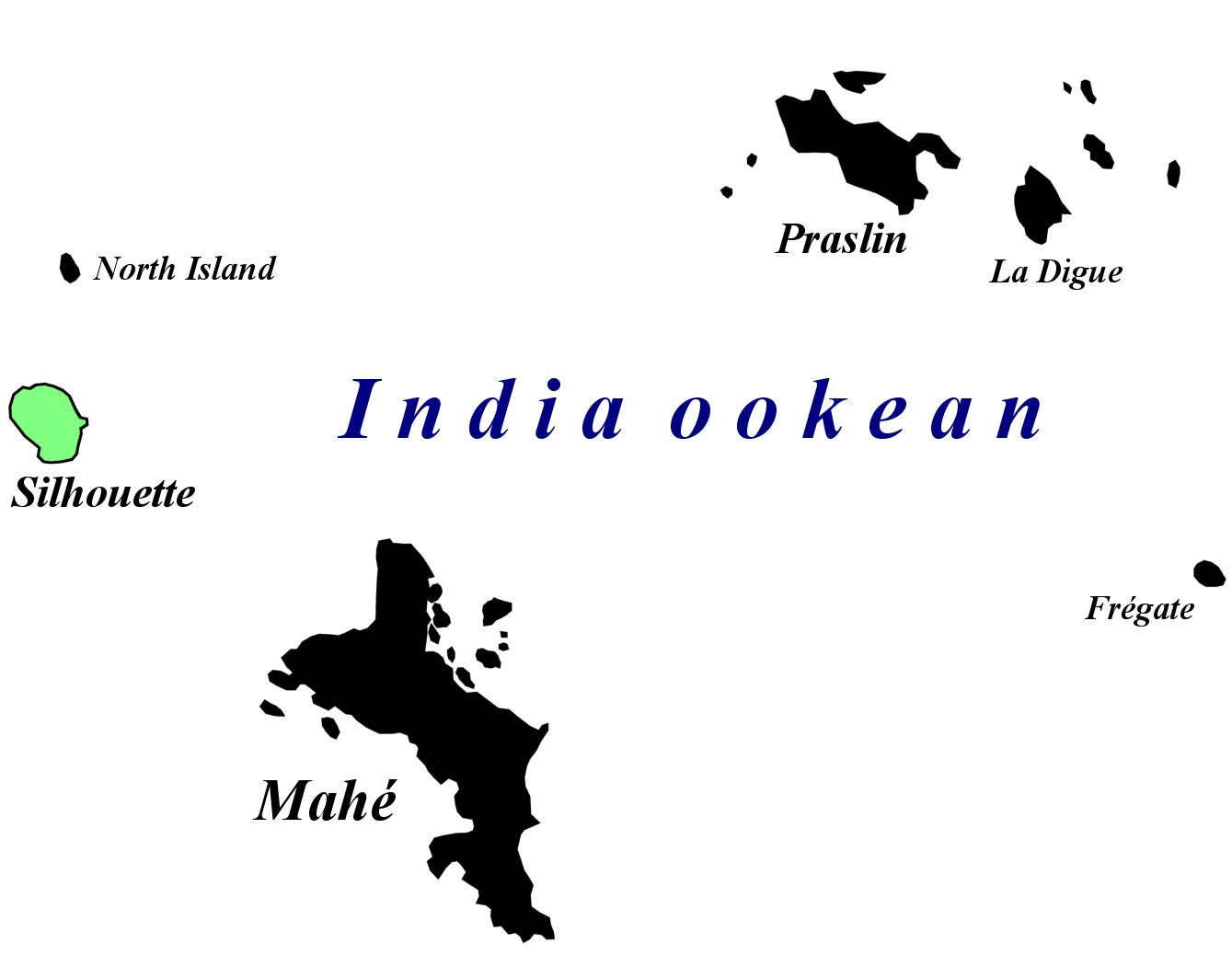
Остров Силуэт.

Один из наиболее крупных островов архипелага, расположен в 20 км северо-западнее острова Маэ. Размеры острова примерно 6 на 4 км.
Пять вершин острова имеют высоту выше 500 м над уровнем моря.

## Население
Население острова около 200 человек.